# Timothy Findley
Timothy Irving Frederick Findley, född 30 oktober 1930 i Toronto, Ontario, död 21 juni 2002 i Brignoles i Var, Frankrike, var en kanadensisk författare och dramatiker. 
Findley studerade dans och skådespeleri, och hade en viss framgång som skådespelare innan han övergick till skrivandet. Han ingick i Stratford Festival company på 1950-talet, där han spelade tillsammans med bland annat Alec Guinness, och uppträdde i den första uppsättningen av Thornton Wilders The Matchmaker vid Edinburgh Festival. Han spelade även Peter Pupkin i CBC Televisions filmatisering av Stephen Leacocks Sunshine Sketches of a Little Town 1952, och hade en mindre roll i tevefilmen John Cabot: A Man of the Renaissance 1964.
Findley var under en kortare period gift med skådespelerskan Janet Reid. 1951 mötte han författaren William Whitehead. Tillsammans samarbetade de med ett antal dokumentärfilmsprojekt under 1970-talet.
Findley blev nära vän med skådespelerskan Ruth Gordon, vars arbete som manusförfattare och dramatiker inspirerade Findley att själv börja skriva. Efter att han fått sin första novell publicerad i Tamarack Review, uppmuntrade Gordon honom att fortsätta skriva mer aktivt, hans skådespelarkarriär avslutades under 1960-talet.
Findleys första två romaner, The Last of the Crazy People (1967) och The Butterfly Plague (1969), gavs först ut i Storbritannien och USA efter att ha blivit refuserade av kanadensiska förläggare. Findleys tredje roman, The Wars, blev väl mottagen när den gavs ut 1977. Den vann priser och filmatiserades 1981.
Findley skrev också ett antal dramor för TV och scen. Elizabeth Rex, hade premiär vid Stratford Festival of Canada med goda recensioner och priser som följd. Shadows, som hade premiär 2001, var hans sista kompletta verk.